# Ana Margarita Martínez-Casado
Ana Margarita Martínez-Casado (Camagüey, 4 de mayo de 1930) es una actriz y cantante cubana.

## Biografía
Martínez-Casado nació en Camagüey en 1930, en el seno de una familia notable en el teatro en Cuba. Hija de los actores Luis Manuel Martínez-Casado y Margot Torralbas y sobrina del tenor Mario Martínez-Casado, entre las décadas de 1950 y 1960 trabajó en teatro y televisión en la isla.
En 1960 fue invitada a participar en un evento artístico en San Juan de Puerto Rico. Al poco tiempo después se radicó en México, donde continuó con su carrera como actriz y cantante en diversas producciones para teatro, cine y televisión.  Durante su estancia en el país norteamericano conoció al cantante cubano José Antonio García Mederos, con quien contrajo matrimonio.
Tras pasar diez años en México, se trasladó a Miami para fundar el restaurante Los violines, en el que cantaba durante el espectáculo musical. Más tarde integró la compañía de teatro de la soprano cubana Marta Pérez y participó en cinco temporadas del seriado ¿Qué pasa, USA? También apareció en la película El Super, definida por el diario El Nuevo Herald como «un clásico del cine cubano del exilio».
Regresó a su natal Cuba en 1998 con la compañía Teatro Repertorio Español para presentar la obra Revoltillo de Eduardo Machado. Retornó a los Estados Unidos y se estableció en Nueva York.

## Filmografía seleccionada
- 1979 - El Super
- 1977 - 1980 - ¿Qué pasa, USA?
- 1980 - Soledad
- 1988 - 1989 - Angélica, mi vida